# LINGUIST List
LINGUIST List (Ли́нгвистЛи́ст) — крупнейший интернет-ресурс международного лингвистического сообщества. Основан в 1990 году Энтони Аристаром. Сайт поддерживается на английском языке и содержит объявления о конференциях, публикациях, вакансиях для лингвистов, базу данных по персоналиям и организациям и пр. информацию. Электронная рассылка сайта охватывает несколько тысяч подписчиков.

## История проекта
Электронная лингвистическая рассылка LINGUIST List была создана в 1990 году Энтони Аристаром в Университете Западной Австралии и первоначально имела 60 подписчиков. В 1991 году вторым модератором рассылки стала Хэлен Драй; в том же году LINGUIST List переместился в Техасский университет A&M. 
С 1991 года страница проекта LINGUIST List находилась на сайте Университета Восточного Мичигана (http://www.emich.edu). В 1996 году было зарегистрировано доменное имя linguistlist.org и с 1997 года проект стал развиваться на собственном сайте. Работу по поддержанию сайта вели сотрудники Университета Восточного Мичигана и Университета Уэйна, однако в 2006 году при Университете Восточного Мичигана для этой цели был основан специальный центр — Институт лингвистической информации и технологий.
В 2013 году основатели проекта вышли на пенсию и передали бразды правления Дамиру и Малгожате Чавар. В 2014 году штаб проекта переместился в Университет Индианы.
Работа над сайтом в разные годы поддерживалась грантами Национального научного фонда США (National Science Foundation), а также частными пожертвованиями.

## Описание сайта
На сайте имеются следующие основные разделы:
- общая информация о сайте и его разработчиках;
- информация об основной электронной рассылке сайта, а также архив рассылки;
- база данных других лингвистических рассылок;
- информация о вакансиях для лингвистов;
- информация о конференциях;
- информация о публикациях (книги, периодика, диссертации и пр.);
- информация о лингвистических ресурсах (корпуса, словари) и инструментарии (шрифты, программы);
- информация о лингвистах (более 23 тыс. персоналий) и организациях;
- раздел «Задай вопрос лингвисту»;
- обучащие аудио- и видеоматериалы.